# Сергєєва Єлизавета Михайлівна
Єлизавета Михайлівна Сергє́єва (нар. 7 жовтня 1917, Петроград — пом. квітень 1993) — радянська театральна актриса. Лауреат Сталінської премії (1950). Заслужена артистка УРСР (1971).

## Біографія
Народилася 24 вересня (7 жовтня) 1917 року в Петрограді (тепер Санкт-Петербург, Росія). В 1939 році, після закінчення Ленінградського театрального інституту працювала в ленінградському Сучасному театрі, пізніше грала в театрах Краснодара, Ленінграда, Мурманська, з 1963 року — в Кримському російському драматичному театрі імені М. Горького.
Померла в квітні 1993 року.

## Ролі
Ролі в театрі:
- Кукушкіна («Тепленьке місце» О. Островського);
- Соколова, Олена («Останні», «Діти сонця» М. Горького);
- мати Олександра Блока («Версія» Штейна);
- Цабу («З іскри» Дадіані);
- Амра Зонтарія Старша («Восени, коли зацвіла яблуня» Я. Верещака).

Знімалася в кіно:
- 1973 — «Чорний капітан» — епізод;
- 1981 — «Вони були акторами» — Зоя Павлівна Яковлєва;
- 1981 — «Залишаюся з вами» — секретар Фадєєва;
- 1986 — «Ті, що зійшли з небес» — пасажирка;
- 1987 — «Гардемарини, вперед!» — епізод[1].

## Відзнаки
- Сталінська премія (1950, за виконання ролі Цабу в спектаклі «Із іскри …» режисера Г. Товстоногова театрі імені Ленінського комсомолу)
- Заслужена артистка УРСР (1971)